# Umberto Smaila
Umberto Smaila, né à Vérone le 26 juin 1950, est un acteur, compositeur, comédien, entrepreneur et musicien italien.

## Biographie
Umberto Smaila est né à Vérone. Au début des années 1970, il fonde avec Jerry Calà, Franco Oppini et Ninì Salerne un ensemble de cabaret « I gatti di Vicolo Miracoli ». Le groupe, réduit à trois membres à partir de 1982, apparaît dans les programmes de télévision et films, publiant plusieurs chansons,. Après la dissolution du groupe, Umberto Smaila devient présentateur de télévision, de quiz et de spectacles de variétés, notamment de Colpo grosso (it). Dans les années 1990, il crée le U. S. Band, un orchestre avec lequel il participe à des émissions de télévision.
En tant que compositeur, Umberto Smaila signe les musiques de plusieurs films de genre, dont Ultime Violence (1977), Il ragazzo del pony express (1986), Caramelle da uno sconosciuto (1987), Delitti e profumi (1988). Une de ses compositions figure dans la bande originale du film Jackie Brown de Quentin Tarantino.
Umberto Smaila a également écrit et mis en scène une comédie musicale Italian Boys, sortie en 1982.
Il est le fondateur de la marque « Smaila », une chaîne de restaurants et de discothèques spécialisés dans la musique live.

## Filmographie partielle
- 1973 : Si, si, mon colonel (Un ufficiale non si arrende mai nemmeno di fronte all'evidenza, firmato Colonnello Buttiglione) de Mino Guerrini
- 1987 : 
  - Caramelle da uno sconosciuto de Franco Ferrini
  - Mes quarante premières années (I miei primi 40 anni) de Carlo Vanzina
- 1988 : Delitti e profumi, de Vittorio De Sisti
- 1992 : Sognando la California de Carlo Vanzina